# Megachile friesei
Megachile friesei är en biart som beskrevs av Carlos Schrottky 1902. Megachile friesei ingår i släktet tapetserarbin, och familjen buksamlarbin. Inga underarter finns listade i Catalogue of Life.